# أورلاندو بوريل
أورلاندو بوريل هو محامي وقاضي وسياسي أمريكي، ولد في 26 يوليو 1826، وتوفي في 7 يونيو 1921 في كرمي في الولايات المتحدة. نشط حزبياً في الحزب الجمهوري. وقد انتخب عضو مجلس النواب الأمريكي ‏.